# Jocelyn (Oper)
Jocelyn (op. 100) ist eine Oper in vier Akten und acht Bildern von Benjamin Godard. Das Libretto stammt von Paul-Armand Silvestre und Victor Capoul nach Jocelyn von Alphonse de Lamartine aus dem Jahr 1836. Die Uraufführung fand am 25. Februar 1888 am Théatre de la Monnaie in Brüssel statt.

## Handlung

### Erster Akt
1. Bild: Garten vor Jocelyns Elternhaus
Julies Hochzeit wird gefeiert. Jocelyn hält sich aber abseits, da er sich zum Priester berufen fühlt; er verabschiedet sich von seiner Mutter.
2. Bild: strahlender Morgen in wilder Gebirgslandschaft
Die Bergbewohner, die in idyllischer Eintracht leben, empfangen den als Flüchtling zu ihnen kommenden Jocelyn zunächst mit Misstrauen, erkennen ihn aber dann als jenen Priester, der einst in der Kleidung eines Zivilisten fliehen hatte müssen. In der Ferne jagen Soldaten einen Mann und dessen Sohn. Die Gejagten kommen näher und der Mann vertraut Jocelyn den Knaben Laurence an, bevor er von den Verfolgern niedergeschossen wird. Jocelyn und der Junge können fliehen.

### Zweiter Akt
1. Bild: Adlerhöhle
Die beiden Fliehenden ruhen sich in einem Versteck aus. Dabei lässt Jocelyn eine Bemerkung über seinen Tod fallen, bei der Laurence vor Schrecken einen Schwächeanfall erleidet. Jocelyn, der dem Jungen helfen will, merkt, dass es sich in Wahrheit um eine junge Frau handelt.
2. Bild: Hof des Gefängnisses von Grenoble, Nacht
Man hört dumpfe Schläge; jemand zimmert ein Schafott und singt dazu. Der Bischof von Grenoble, der sich in Haft befindet, hat Jocelyn rufen lassen und weiht ihn trotz seiner Bedenken wegen dessen Liebe zu Laurence zum Priester.
3. Bild: Belebter Platz in Grenoble, Herbstmorgen mit strahlendem Sonnenaufgang über dem Gebirge
Der Bischof soll hingerichtet werden. Bis auf eine kleine Gruppe gläubiger Frauen ist das Volk zufrieden. Jocelyn erteilt dem Bischof auf seinem Weg zum Schafott die Absolution.

### Dritter Akt
1. Bild: Adlerhöhle
Laurence wartet auf Jocelyn, dessen Mutter entschlossen ist, sie bei sich aufzunehmen. Jocelyn, der das Gespräch der beiden vor der Höhle mitgehört hat, tritt hinzu und verkündet, dass er jetzt Priester sei. Laurence und Jocelyn nehmen Abschied.

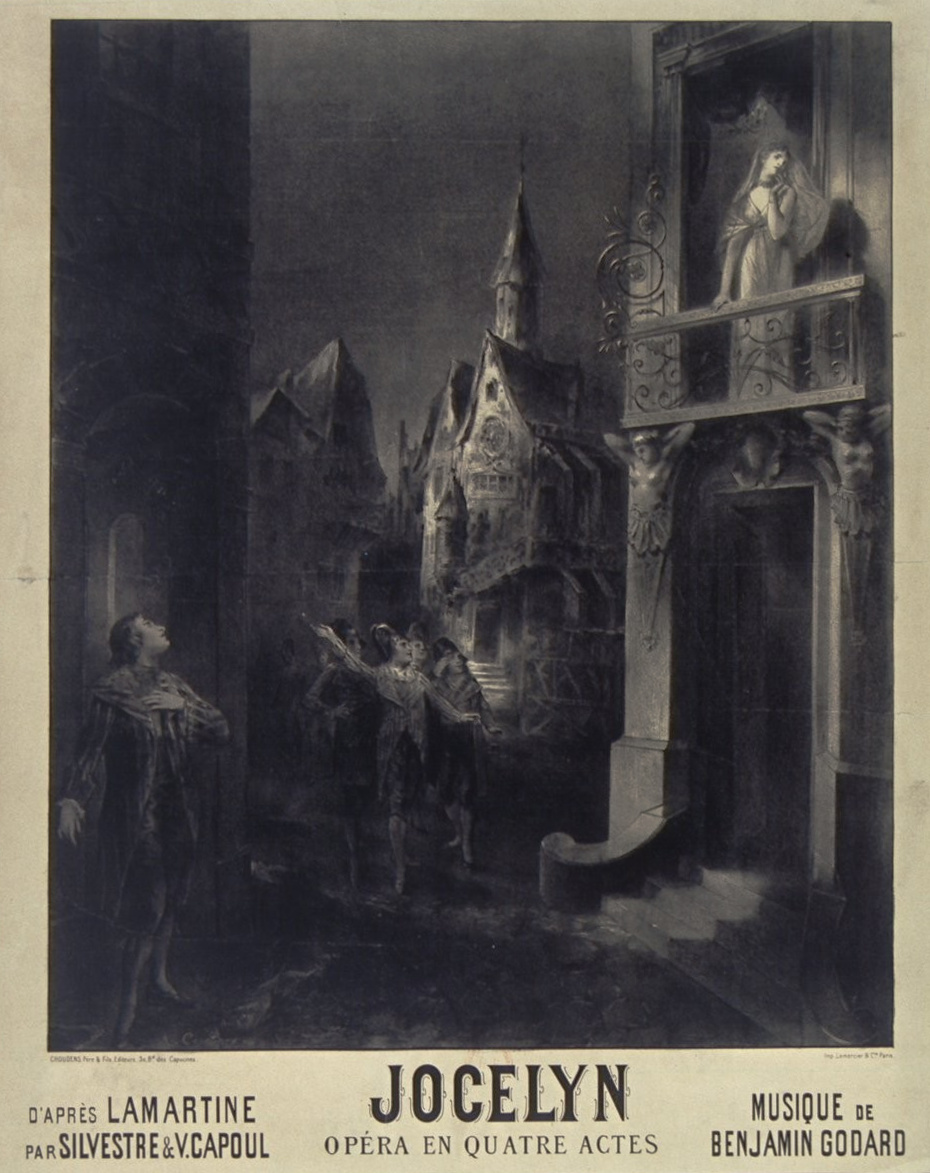
Jocelyn, 3. Akt, 2. Bild

2. Bild: leere Straße in Paris; in der Mitte ein stattliches Haus, die obere Etage ist beleuchtet; Abend
Laurence ist inzwischen eine Dame der Gesellschaft und erfreut sich der Zuneigung vieler Verehrer, obgleich sie für ihre Treue zu ihrer ersten Liebe bekannt ist. Jocelyn, der immer wieder an ihrem Haus vorbeikommt, beobachtet sie heimlich am Balkon und will sie wiedersehen; da ermahnt ihn eine in der Ferne ertönende Glocke an sein Gelübde.

### Vierter Akt
Straßenaltar der Fronleichnamsprozession, gegenüber die Wohnung von Laurence
Laurence hat einen Schwächeanfall und fühlt ihren Tod kommen. Die ruft nach einem Priester und Jocelyn erscheint. Er erkennt sie zwar, will aber seine eigene Identität verbergen. Erst im letzten Augenblick vor ihrem Tod kommt es für die beiden zu einer Wiederbegegnung.

## Instrumentation
Die Orchesterbesetzung der Oper enthält die folgenden Instrumente:
- Holzbläser: zwei Flöten (auch Piccolo), zwei Oboen, zwei Klarinetten, zwei Fagotte
- Blechbläser: vier Hörner, zwei Kornette, drei Posaunen, Tuba
- Schlagzeug: Große Trommel, Becken, Triangel, Tamtam, Kleine Trommel, Tamburin
- Harfe
- Streicher: Violine 1, Violine 2, Bratschen, Violoncelli, Kontrabässe
- Bühnenmusik: Glocken

## Werkgeschichte
Bereits fünf Jahre vor der Entstehung der Oper hatte sich Charles Gounod für Lamartines Text interessiert. Der Impuls zur Entstehung der Oper kam wahrscheinlich von Victor Capoul, einem der beiden Librettisten, der als Tenor die Rolle des Jocelyn als Abschluss seiner Bühnenkarriere angedacht hatte.
Die Handlung der Oper wurde großteils aus Lamartines Text übernommen; dabei wurde vor allem der Schluss verändert: bei Lamartine lebt Laurence verarmt in einem Ort namens Maltaverne und nicht wohlhabend in Paris; zudem stirbt sie im Spätherbst und nicht an Fronleichnam.
Die Uraufführung fand am 25. Februar 1888 am Théatre de la Monnaie in Brüssel statt. Dabei wirkten Pierre-Émile Engel als Jocelyn, Rose Caron als Laurence, L. Van Besten als Jocelyns Mutter, Mme. Storrel als Julie, Angèle Legault als junger Bergbewohner, Mme. Falize als junges Mädchen, Henri Seguin als Bischof, Jacques Isnardon als Laurences Vater und Jules Vinche als Greis mit. Die musikalische Leitung hatte Joseph Dupont inne, die Inszenierung stammte von Alexandre Lapissida, das Bühnenbild gestalteten Armand Lynen und Pierre Devis und die Kostüme lieferten die Ateliers Feignaert.
Bereits am 13. Oktober 1888 wurde die Oper am Théâtre du Château-d’Eau in Paris zum bislang letzten Mal einstudiert; dabei wirkten unter anderem Victor Capoul als Jocelyn und Marguerite Gay als Laurence mit.
Heute ist von der Oper vor allem die Berceuse aus dem zweiten Akt, „Oh! ne t’éveille pas encore“, bekannt, die in den 1920er und 1940er Jahren häufig bearbeitet und unter anderem von Bing Crosby und Placido Domingo aufgenommen wurde.